# Contarinia sorghi
Contarinia sorghi är en tvåvingeart som först beskrevs av Harris 1964.  Contarinia sorghi ingår i släktet Contarinia och familjen gallmyggor. Inga underarter finns listade i Catalogue of Life.